# Jakob Dubs
Jakob Dubs (*26 de julio de 1822 en Affoltern am Albis ZH; † 13 de enero de 1879 en Lausana) fue un político suizo, miembro del Partido Radical Democrático Suizo. Miembro del Consejo Federal de Suiza. Primer presidente de la Cruz Roja Suiza.

## Carrera política
Elegido en 1847 al parlamento cantonal de Zúrich, dos años después es igualmente elegido como procurador. En 1849 es elegido al Consejo Nacional y en 1854 logra ser elegido senador en el Consejo de los Estados y en el Consejo de Gobierno del cantón de Zúrich. Además entre 1854 y 1861 tuvo un puesto como juez federal. Tras la muerte de Jonas Furrer, Dubs se convirtió en el candidato más opcionado para su sucesión. El 30 de julio de 1861 la Asamblea federal lo elige en la primera vuelta de votación con 90 de 124 votos.
Dubs asume la presidencia de la Confederación en 1864, 1868 y 1870. Durante su mandato ocupa sucesivamente los siguientes departamentos:
- Departamento de Justicia y Policía (1861-1963)
- Departamento político (1864)
- Departamento del Interior (1865)
- Departamento de Justicia y Policía (1866)
- Departamento de Correos (1867)
- Departamento político (1868)
- Departamento de Correos (1869)
- Departamento político (1870)
- Departamento del Interior (1871–1872)